# 국왕의 캐나다 비서관
국왕의 캐나다 비서관(영어: Canadian Secretary to the King, 프랑스어: Secrétaire canadien de la Reine)은 캐나다의 군주 밑에서 일하는 고위의 관직이다. 국왕의 캐나다 비서관은 4가지 일을 한다:
- 캐나다의 군주와 캐나다의 연방정부와 여러 지방정부와 영국 연방 왕국에서 소속된 15개국의 정부의 서로 소통을 관리하는 중심적인 역할을 맡는다.
- 왕족들의 캐나다 방문을 주관한다.
- 캐나다의 사회적인 맥락에서 군주와 교신한다.
- 캐나다 군주가 발표할 연설문을 작성한다.

## 역대 국왕의 캐나다 비서관
- 1959년 - 1986년 - 하워드 그래함 (Howard Graham)
- 1989년 ~ 1991년 - 존 크로스비 펄린 (John Crosbie Perlin)
- 1993년 ~ 1991년 - 모리스 가스통 클루티에 (Maurice Gaston Cloutier)
- 2009년 4월 1일 ~ 현재 - 케빈 스튜어트 맥클라우드 (Kevin Stewart MacLeod)